# رونالد مور (كرة سلة)
رونالد مور (بالإنجليزية: Ronald Moore)‏ مواليد 14 يوليو 1988 في فيلادلفيا، هو لاعب كرة سلة أمريكي. بدأ مسيرته الاحترافية في سنة 2010. يلعب مع بستويا باسكت 2000 في ليغا باسكيت الدرجة الأولى كلاعب هجوم خلفي. يحمل الرقم 25.

## المسيرة الاحترافية
لعب مع تورو زغورجيلتس في موسم 2011–2012، ثم لعب مع يوفي كازيرتا باسكت في الدوري الإيطالي في موسم 2014–2015، ثم لعب مع بستويا باسكت 2000 في سنة 2015.

## روابط خارجية
- رونالد مور على موقع كرة السلة الأوروبية.كوم (الإنجليزية)
- رونالد مور على موقع كلية كرة السلة في سبورتس رفرنس.كوم (الإنجليزية)
- رونالد مور على موقع ريلجم (الإنجليزية)
- رونالد مور على موقع بروبوليرز (الإنجليزية)
- رونالد مور على موقع سبورتس رفرنس (الإنجليزية)